# Phytosciara brevisulca
Phytosciara brevisulca är en tvåvingeart som beskrevs av Pekka Vilkamaa och Heikki Hippa 1996. Phytosciara brevisulca ingår i släktet Phytosciara och familjen sorgmyggor.
Artens utbredningsområde är Filippinerna. Inga underarter finns listade i Catalogue of Life.